# Theo Eltink
Theo Eltink (født 27. november 1981) er en hollandsk tidligere professionel cykelrytter, som bl.a. cyklede for det professionelle cykelhold Rabobank.